# 中野隆良
中野 隆良（なかの たかお、1940年11月17日 - ）は、千葉県市川市出身（兵庫県武庫郡鳴尾村 (現・西宮市)生まれ）の元調教助手・元調教師。父は元調教師の中野吉太郎。

## 略歴
父・吉太郎は青森県上北郡大深内村（現・十和田市）出身の騎手で、中野は最初の子供であった。後に妹、弟、妹と続き、四人兄弟の長男となる。バリアー式スタートの競馬場で天神乗りによってレースに出ていた吉太郎を、中野は記憶している。とはいえ、それは鳴尾競馬場で見た記憶ではなかった。中野が2歳であった1942年に、吉太郎は家族をあげて市川の中山競馬場のすぐ近くに引っ越した。中野の記憶の中に生まれた鳴尾の出来事は一切残らず、市川市立中山小学校で5年まで学んだ。その5年頃から、朝早く起きて近所の道のべにある草を朝露に濡れながら刈ったり、馬の世話をした。すでに調教師になっていた吉太郎の仕事を率先して手伝うようになり、心のどこかに、将来は騎手になりたいという願望があった。小学6年の1年間だけ、市川市若宮に開校した市川市立若宮小学校の一期生として通った。その後は市川中学校・高等学校に通うが、この頃に吉太郎が働く競馬の世界が、さほど日本社会から良い印象で認知されていないことに気づいた。三面記事に、競馬狂いになった人の家族が追いつめられて一家心中した事件が載り、それを読んだだけで、当時の日本人に競馬が嫌なイメージで受けとめられていることが判った。中野はそうしたイメージだけで競馬社会に背を向けようとしたわけではなく、中学を終える頃に身長168cm、体重55kgに達したため騎手を断念。
高校卒業後は1959年に明治大学政治経済学部へ進学し、在学中は京王線明大前駅近くで麻雀に励んだり、中元や歳暮のシーズンには先輩から引き継いだ日本橋高島屋の贈答品の配送アルバイトに夢中になった。その間には、競馬社会で自分が生きていくことなど頭に無かった。入学して最初の一学期は座布団帽と呼ばれる学帽を被って通学し、神宮へ六大学野球を見に行き、野球部の応援もした。
大学卒業後の1963年4月1日から三菱商事系列の鉄鋼会社に入社し、経理課に配属された。就職してサラリーマンになってみたものの基本的にはどこかで不満があり、弟の馨は高校卒業後に香取郡大栄町のシンボリ牧場で働いていた。中野は「俺も馬の仕事をやりたい」と思っていたが、決心がつかなかった。何のために大学を出たのかと思った中野は1964年に退社し、その後の半年間を悶々と考えた。未知の世界へ足を踏み入れる不安が脳の中をかけめぐっていた感じであったが、その頃、日本社会に第一次競馬ブームの到来があった。サラリーマンであった中野は東京五輪も、シンザンによる史上2頭目の三冠馬誕生も、悶々とした心の状態で観た。浪人状態を続けていた中野は1965年秋に決心し、修業のため北海道は襟裳岬に近いえりも牧場の育成場へ入った。辺鄙な山の中での生活で、車で走らなければ海は見られないなど辛い日々であった。
えりも牧場で2年間の勉強を積んだ後、1967年に吉太郎の厩舎で調教助手となる。中野が吉太郎のアシスタントを務めた歳月は8年間であり、「ずっと厩務員のままで終わるのでは」という不安があったため、独身のままであった。その頃の厩舎社会には変化の兆しがあり、成宮明光が1964年に、加藤修甫が1971年に調教師免許を取得した。中野も調教師試験に挑戦したが、2回は失敗。3回目の挑戦で合格し、1974年3月1日付で調教師免許を取得。
その結果が出る前の1973年春に中野は吉太郎に代わって当歳馬を探しに馬産地を歩き、誘われて吉太郎の地元に近い上北郡天間林村（現・七戸町）の諏訪牧場へ行った。そこで4月5日に生まれた仔馬を発見し、まだ生後2ヶ月ながらバランスの良さに一目惚れしたが、後に馬主の半沢吉四郎によってグリーングラスと名付けられた。1975年秋には6つの馬房を貰って開業し、同年9月7日に中山第8競走4歳以上500万下・ヒコノクロカゲ（11頭中6着）で初出走を果たすと、11月9日の福島第10競走4歳以上300万下・クリキロク（延べ11頭目）で初勝利を挙げる。同年はこの1勝で終わるが、12月2日に日本中央競馬会職員の娘と結婚。
2年目の1976年から1996年まで21年連続2桁勝利を記録し、1976年にはグリーングラスが父の厩舎から転厩。NHK杯で重賞初出走（16頭中12着）を果たすと、菊花賞ではGI級レース・八大競走初出走初制覇を達成し、重賞もこれが初勝利であった。当日は菊花賞前の各レースを目を凝らして観察し、鞍上の安田富男には直前のパドックで「トウショウボーイとクライムカイザーを負かそうと思えば奇襲作戦しかない。内をぴったりと回ってくれば、2周目の4コーナーではかならずインコースが開く。そこを回って一か八かの勝負だ」と注文した。中野は思わぬ勝利にただ呆然として、安田とグリーングラスを見ていた。その時、調教師席の椅子から腰を上げて立っていたが、中野の側へ杖を左手に持った老調教師が音もなくやって来た。「おめでとう」と短い言葉で祝福すると、男は右手をさし出した。温かな感触と、握ってくれた力の加減が、中野は忘れられずにいる。男は「日本の競馬丸は、今のままではいつか必ず沈没する。行く末をしっかりと見据えて、あらゆることを改革して進んでいかなくてはいけないんだ。みんなで競馬丸の安全航海を末長く見つめ続けなくちゃいかん」と言い続けたが、その男は武田文吾であった。握手をしてくれた男が武田と分かった瞬間、菊花賞を手にした嬉しさが、馬づくりの世界に飛びこんできて良かったとの感動が、中野の胸中で初めて実感できた。グリーングラスはトウショウボーイ・テンポイントと共に「TTG」と呼ばれる三強を形成し、2頭がターフを去った後も現役を続行。1978年には2年連続3度目の挑戦で天皇賞（春）、1979年には3年連続3度目の挑戦で引退レースとなった有馬記念を制覇し、現役最後の年に優駿賞年度代表馬を受賞。
1981年8月30日の新潟第1競走アラブ4歳以上オープン・ホクトチハルで通算100勝を達成し、12月にはホクトフラッグで朝日杯3歳ステークスを制覇。GI級レース4勝目を挙げ、同年の優駿賞最優秀3歳牡馬を受賞。1986年にはクシロキングで2度目の天皇賞（春）制覇、函館3歳ステークス・ホクトヘリオスで200勝を達成。ホクトヘリオスはその後の京成杯3歳ステークスも勝ち、朝日杯3歳Sではメリーナイスの2着に入る。古馬になってからはマイルチャンピオンシップでサッカーボーイ（1988年）の2着、オグリキャップ（1989年）の3着と健闘。1988年には自己最多の35勝を挙げて自己最高位の全国3位にランクインし、1990年7月28日の新潟第10競走瓢湖特別・パソドラードで300勝を達成。
その後はホクトベガ・ヒシアマゾンと2頭の名牝を輩出し、この2頭で1993年・1994年のエリザベス女王杯を連覇。1994年11月26日の中京第12競走4歳以上500万下・ヒシビゴースで400勝を達成し、同年は35勝と数字で1988年に並び、全国8位と2度目の十傑入りを果たした。1997年は9勝に終わるが、1998年から2006年まで9年連続2桁勝利を記録。2000年5月14日の福島第1競走4歳未出走・ブライアンズホークで500勝、2006年8月27日の新潟第9競走稲妻特別・アンバージャックで600勝を達成。アンバージャックで同年の京阪杯を制したが、これが自身最後の重賞制覇となった。2009年1月17日の中山第6競走3歳新馬・ヒシポジションが最後の勝利となり、2月に定年まで2年を残しながらも月末に行われる調教師免許の更新を行わずに引退することを表明、その際にマスコミに対して「時代の流れについていけなくなった」とコメント。同8日の共同通信杯・ヒシポジションが最後の重賞出走となったが、横山典弘が違和感をもち競走中止。最後のレースとなった同22日の東京第10競走初音ステークスのアクロスザヘイブンも共同通信杯同様に横山が騎手を務め、16頭中9着に終わった。

## 調教師成績
| 通算成績 | 1着 | 2着 | 3着 | 出走回数 | 勝率 | 連対率 |
| -------- | --- | --- | --- | -------- | ---- | ------ |
| 平地     | 613 | 590 | 555 | 5731     | .107 | .210   |
| 障害     | 10  | 7   | 12  | 94       | .106 | .181   |
| 計       | 623 | 597 | 567 | 5825     | .107 | .208   |

|                    | 日付           | 競馬場・開催  | 競走名         | 馬名           | 頭数 | 人気 | 着順 |
| ------------------ | -------------- | ------------- | -------------- | -------------- | ---- | ---- | ---- |
| 初出走             | 1975年9月7日   | 4回中山2日8R  | 4歳以上500万下 | ヒコノクロカゲ | 11   | 7    | 6着  |
| 初勝利             | 1975年11月9日  | 3回福島4日10R | 4歳以上300万下 | クリキロク     | 11   | 1    | 1着  |
| 重賞初出走         | 1976年5月9日   | 3回東京6日9R  | NHK杯          | グリーングラス | 16頭 | 5    | 12着 |
| GI級初出走・初勝利 | 1976年11月14日 | 5回京都4日9R  | 菊花賞         | グリーングラス | 21頭 | 12   | 1着  |

### 代表管理馬
※太字は八大競走を含むGI級レース
- グリーングラス（1976年菊花賞、1977年アメリカジョッキークラブカップ・日本経済賞、1978年天皇賞 (春)、1979年有馬記念）
- ホクトチハル（1980年アラブ王冠 (春)・(秋)、シュンエイ記念、アラブ大賞典 (秋)）
- ブラビオー（1981年関屋記念）
- ホクトフラッグ（1981年函館3歳ステークス・朝日杯3歳ステークス）
- クシロキング（1986年金杯 (東)・中山記念・天皇賞 (春)）
- ホクトヘリオス（1986年函館3歳ステークス・京成杯3歳ステークス、1988年京王杯オータムハンデキャップ、1990年東京新聞杯・中山記念）
- バレロッソ（1989年七夕賞）
- ホクトベガ（1993年フラワーカップ・エリザベス女王杯、1994年札幌記念、1995年・1996年エンプレス杯、1996年・1997年川崎記念、1996年フェブラリーステークス・ダイオライト記念・群馬記念・帝王賞・マイルチャンピオンシップ南部杯・浦和記念）
- ヒシアマゾン（1993年阪神3歳牝馬ステークス、1994年クイーンカップ・クリスタルカップ・ニュージーランドトロフィー4歳ステークス・クイーンステークス・ローズステークス・エリザベス女王杯、1995年オールカマー・京都大賞典）
- ヒシナイル（1996年フェアリーステークス）
- マニックサンデー（2000年4歳牝馬特別 (東)）
- ヒシアトラス（2005年平安ステークス、2006年マーチステークス・エルムステークス）
- アンバージャック（2006年京阪杯）

## 主な厩舎所属者
※太字は門下生。括弧内は厩舎所属期間と所属中の職分。
- 南田美知雄（1978年-1982年・1986年-1990年 騎手、1990年-1994年 調教助手）
- 柴田善臣[8]（1985年-1993年 騎手）
- 田口大二郎（1994年-1999年[9] 騎手）
- 佐藤年毅（1999年-2002年 騎手）